# Karl Shuker
Karl Shuker   (West Midlands, 9 de desembre de 1959) és un zoòleg britànic. Treballa a temps complet com a escriptor i consultor, especialitzant-se en criptozoologia, disciplina en la qual és internacionalment reconegut. Viatja regularment pel món, i també apareix freqüentment en la televisió i en la ràdio. Michael Newton va dir que "Actualment, Shuker és globalment reconegut com a autor i investigador de tots els aspectes de la vida animal i dels fenòmens no explicats, i és l'aparent hereu del mateix Heuvelmans."
Es va graduar en zoologia a la Universitat de Leeds, i en zoologia i fisiologia comparativa a la Universitat de Birmingham. És membre de moltes societats científiques i literàries (Societat Zoològica de Londres i altres). Shuker ha escrit centenars d'articles i tretze llibres. Durant les seves investigacions, Shuker ha sigut el primer criptozoòleg a dirigir una àmplia atenció pública un nombre considerable de criptides que eren anteriorment poc coneguts. A part de les seves pròpies publicacions, és el consultor zoològic del Llibre Guinness de Rècords. Una espècie de Loricefera, Pliciloricus shukeri, va rebre el seu nom en 2005.

## Obres

### Llibres
- Mystery Cats of the World, (1989)
- Extraordinary Animals Worldwide, (1991)
- The Lost Ark: New and Rediscovered Animals of the 20th Century, (1993)
- Dragons - A Natural History (1995)
- In Search of Prehistoric Survivors, (1995)
- The Unexplained, (1996)
- From Flying Toads To Snakes With Wings, (1997)
- Mysteries of Planet Earth, (1999)
- The Hidden Powers of Animals, (2001)
- The New Zoo: New and Rediscovered Animals of the Twentieth Century, (2002)
- The Beasts That Hide From Man, (2003)
- Extraordinary Animals Revisited, (2007)
- Dr Shuker's Casebook, (2008)

### Consultor
- Man and Beast (1993)
- Secrets of the Natural World (1993)
- Almanac of the Uncanny (1995)
- The Guinness Book of Records/Guinness World Records (1997 -), Llibre Guinness de Rècords
- Mysteries of the Deep (1998)
- Guinness Amazing Future (1999)
- The Earth (2000)
- Monsters (2001)
- Chambers Dictionary of the Unexplained (2007)